# Bohuslavice (Morávia-Silésia)
Bohuslavice é uma comuna checa localizada na região de Morávia-Silésia, distrito de Opava.